# A Different Kind of Tension
A Different Kind of Tension es el tercer álbum de estudio de la banda británica de punk rock Buzzcocks, publicado en septiembre de 1979 a través de United Artists.
Llegó al puesto número 26 en el Reino Unido y al puesto 163 en Estados Unidos.

## Lista de canciones
Todas las canciones escritas y compuestas por Pete Shelley, excepto donde se indique lo contrario. 
| N.º | Título                                 | Escritor(es) | Duración |  |
| 1.  | «Paradise»                             |              | 2:23     |  |
| 2.  | «Sitting Round at Home»                | Steve Diggle | 2:38     |  |
| 3.  | «You Say You Don't Love Me»            |              | 2:55     |  |
| 4.  | «You Know You Can't Help It»           | Diggle       | 2:22     |  |
| 5.  | «Mad Mad Judy»                         | Diggle       | 3:35     |  |
| 6.  | «Raison D'etre»                        |              | 3:32     |  |
| 7.  | «I Don't Know What to Do with My Life» |              | 2:43     |  |
| 8.  | «Money»                                |              | 2:45     |  |
| 9.  | «Hollow Inside»                        |              | 4:46     |  |
| 10. | «A Different Kind of Tension»          |              | 4:39     |  |
| 11. | «I Believe»                            |              | 7:09     |  |
| 12. | «Radio Nine»                           |              | 0:41     |  |

## Personal
- Pete Shelley – guitarra, voz, teclados
- Steve Diggle – guitarra, voz
- Steve Garvey – bajo
- John Maher – batería
- George Peckham – masterización
- Richard Boon – mánager
- Malcolm Garrett – diseño gráfico
- Kevin Cummins – fotografía (Shelley)
- Jill Furmanovsky – fotografía  (grupo)
- Peter Monks – fotografía  (Maher)
- Gervaise Soeurouge – fotografía  (Garvey)
- Judith Wrightson – fotografía  (Diggle)

## Posición en listas
| Lista            | Posición más alta |
| ---------------- | ----------------- |
| UK Albums Chart  | 26                |
| US Billboard 200 | 163               |